# إبراهيم بن الحسين بن أبي السعد الحامدي
إبراهيم بن الحسين بن أبي السعد الحامدي كان الداعي المطلق الطيبي الإسماعيلي الثاني في اليمن من عام 1151 حتى وفاته عام 1162.

## حياة
إبراهيم كان عضوًا في قبيلة الحامدي من بني همدان. وفقًا للمؤرخ اليمني في القرن الثاني عشر، عمارة اليمني، فقد تم اختياره ليكون الداعي الرئيسي من قبل الملكة أروى الصليحية في عام 1132، لكنه استُبدل لاحقًا بحاكم عدن، سابا بن أبي السعود بن زُرَيع، ربما بسبب تأييده للطائفة الطيبية في الانقسام مع الحافظية. ومع ذلك، فإن المصادر الطيبية لا تذكر شيئًا عن هذا الأمر. 
في عام 1138 تم اختياره كمساعد رئيسي ( مأذون ) من قبل أول داعي مطلق طيبي ، ذؤيب بن موسى ، وخلفه بعد وفاته في عام 1151، وبالتالي أصبح رئيسًا للمجتمع الطيبي.   أقام في صنعاء تحت حماية حاكم المدينة حاتم بن أحمد ، الذي على الرغم من اعتناقه للمذهب الحافظي، إلا أنه لم يتدخل في العمل التبشيري الطيبي.   فاختار علي بن الحسين بن الوليد (توفي سنة 1159م) ثم ابنه حاتم مأذونًا وخليفةً معينًا.  وعند وفاته في يوليو 1162،  خلفه حاتم؛ واحتكر أحفاده منصب الداعي المطلق حتى عام 1209. 

## الأعمال في اللاهوتية
وباعتباره زعيمًا للجماعة الطيبية، فقد أدخل رسائل إخوان الصفاء إلى الأدب الطيبي، وأدرج في أعماله العديد من تعاليم حميد الدين الكرماني . وقد جمع هذا التوليف الناتج بين علم الكونيات عند الكرماني والعناصر الأسطورية، وشكل الأساس لنظام الطيبي الغريب في التفسير الباطني ( الحقائق ). كان عمله الرئيسي هو كتاب كنز الولد ، الذي شكل الأساس للعديد من مؤلفي الحقائق الطيبية في المستقبل.  

## المدفن
ظل مكان دفن إبراهيم مجهولاً لفترة طويلة. تم التعرف على قبره الواقع في غيل بني حميد على مشارف صنعاء باليمن بنجاح من قبل محمد برهان الدين أثناء زيارته لليمن في عام 1961. تم بناء ضريحه في عام 2007.[بحاجة لمصدر]